# David Krejčí
Pour les articles homonymes, voir Krejčí.
David Krejčí (né le 28 avril 1986 à Šternberk en Tchécoslovaquie aujourd'hui ville de République tchèque) est un joueur professionnel tchèque de hockey sur glace. Il évolue au poste de centre. Il est actuellement l'un des assistants capitaines des Bruins de Boston. Avec les Bruins de Boston, il décroche la Coupe Stanley 2011.

## Biographie

### Carrière junior
Krejčí est formé au HC Sternberk. Il est entraîné par son père et Václav Vrána, le père de Petr Vrána. Il rejoint ensuite les classes sportives et le club du HC Olomouc, évoluant dans l'Extraliga moins de 18 ans. En 2001, il poursuit son parcours dans ce championnat avec le HC Trinec. Il prend part à ses premiers regroupements avec la sélections tchèques dans la catégorie moins de 16 ans. La saison suivante, il termine quatrième pointeur avec 59 points en 48 matchs du championnat moins de 18 ans mené par Lukáš Kašpar (75 points). il joue parallèlement dans l'Extraliga moins de 20 ans. Il intègre l'effectif junior du HC Kladno en 2003. Il finit la saison à la quatrième place des pointeurs avec 60 points en 50 matchs.
Il participe au Championnat du monde moins de 18 ans 2004. Krejčí est le meilleur pointeur de sa formation avec 3 buts plus 4 aides. Il inscrit au moins un point dans les trois matchs à élimination directe. Les Tchèques, avec devant les filets Marek Schwarz, s'inclinent 3-2 contre les États-Unis en demi-finale mais prennent la médaille de bronze sur ce score contre le Canada.
Il est choisi au premier tour en sixième position par les Olympiques de Gatineau lors de la sélection européenne 2004 de la Ligue canadienne de hockey. Il est choisi la même année au cours du repêchage d'entrée dans la Ligue nationale de hockey par les Bruins de Boston en 2e ronde, en 63e position. Il part alors en Amérique du Nord et débute dans la Ligue de hockey junior majeur du Québec.
Pour sa première saison dans la LHJMQ, il côtoie son compatriote Petr Pohl qui entame sa deuxième saison avec l'équipe. Krejčí est le deuxième pointeur de sa formation en saison régulière avec 63 points en 62 parties derrière Guillaume Labrecque (80 points). Troisième de la Division Ouest, Gatineau passe le premier tour contre les Screaming Eagles du Cap-Breton 4 victoires à 1 puis perd sur le même score face aux Mooseheads d'Halifax en quart de finale. Krejčí compte 9 points en 10 parties. Durant l'hiver, il est sélection pour le championnat du monde junior 2005. Un but de Petr Vrána en prolongation donne la médaille de bronze aux Tchèques face aux Américains. L'assistance de Krejčí face en poule lors du premier match contre la Biélorussie est son unique point de la compétition.
En 2005-2006, il améliore sa fiche avec 81 points en 55 matchs. Les Olympiques sont menés par Claude Giroux qui score 103 points. Ils parviennent en demi-finale de la Coupe du président. Après une quatrième place de la Division Est en saison régulières, ils passent les obstacles dressés par les Voltigeurs de Drummondville, les Saguenéens de Chicoutimi mais pas les Wildcats de Moncton, futurs vainqueurs qui remportent la série en cinq matchs. Krejčí caracole en tête des compteurs de son équipe avec 10 buts et 32 points en 17 matchs. Il est le quatrième pointeur de la ligue dans un classement mené par les 55 points par Aleksandr Radoulov. Il participe à son deuxième mondial junior. Il termine premier pointeur de sa sélection avec 6 points en autant de parties devançant son ancien coéquipier Petr Pohl qui évolue dorénavant au Titan d'Acadie-Bathurst après avoir été échangé. Mais les deux joueurs sont alignés sur le même trio. Le joueur des Olympiques s'offre un triplé lors de la victoire 5-3 face aux Slovaques. L'intégralité de ses points sont inscrits en phase de poule avant que les Américains ne battent l'équipe en quart de finale 2-1. Puis la Suède prend la cinquième place aux Tchèques 3-1.

### Débuts en professionnels
En saison 2006-2007, il passe professionnel avec les Bruins de Providence, club ferme des Bruins dans la Ligue américaine de hockey. Le 30 janvier 2007, il dispute son premier match de LNH chez les Sabres de Buffalo au cours d'une défaite 7-1. Mais il ne dispute que 2 minutes et 7 secondes de jeu puisque dès sa troisième présence sur la glace, il est victime d'une commotion cérébrale à la suite d'une charge d'Adam Mair. Il revient rapidement au jeu avec Providence avant de revenir jouer cinq autres matchs de LNH cette saison là. Treizièmes de l'Est, Boston, entraîné par Dave Lewis, ne participe pas à la post-saison. Il est le meilleur pointeur de son équipe de LAH avec 73 points dont 31 buts et 43 assistances en saison régulière conclue à la troisième place de la Division Atlantique. Après un premier tour difficile en sept matchs face au Wolf Pack de Hartford, l'équipe du Rhode Island s'incline 4-2 face aux Monarchs de Manchester. Le Tchèque mène les siens avec 13 assistances et 16 points.
Lors de la saison 2007-2008, il va gagner progressivement sa place avec les Bruins. Il dispute que 25 rencontres de LAH pour 28 points lors de la saison régulière. Son premier point dans la LNH est une assistance le 6 octobre 2007 chez les Coyotes de Phoenix. Il patiente jusqu'au 26 février 2008 pour trouver le chemin des filets face à Martin Gerber des Sénateurs d'Ottawa. Il inscrit ensuite un but dans les deux matchs qui suivent contre les Penguins de Pittsburgh et les Thrashers d'Atlanta. Il termine sa saison recrue avec 6 buts et 27 points. Boston prend la huitième place de l'association de l'Est et donc le dernier billet pour les séries éliminatoires de la Coupe Stanley. Les Canadiens de Montréal l'emportent 4 victoires à 3 face aux Bruins. Marc Savard est le meilleur pointeur de l'équipe avec 6 points devançant Krejčí d'une unité.
Krejčí part ensuite en sélection pour le Championnat du monde 2008. Il dispute sa première sélection senior en match amical de préparation contre la France le 28 avril 2008. Il dispute cinq matchs avant de passer sur la liste des joueurs surnuméraires à partir du deuxième tour. Le plus jeune joueur de l'équipe assiste en tribune à l'élimination des siens contre la Suède en quart de finale.
Pour la campagne 2008-2009, Claude Julien est nommé entraîneur de l'équipe. Krejčí marque son premier coup du chapeau face aux Maple Leafs de Toronto lors d'une victoire 8-5 le 18 novembre 2008. Il marque deux buts à Vesa Toskala et un à Curtis Joseph. Il dispute les 82 matchs de saison régulière pour 73 points dont 53 assistances. Il est le deuxième pointeur de sa formation derrière Savard (88 points). Mais, il termine également avec un différentiel +/- de +37, le meilleur total de la LNH. Le numéro 46 des Bruins reçoit également le Trophée du Septième Joueur récompensant le joueur ayant évolué à un niveau plus élevé que celui attendu après un vote des fans des Bruins. Les Bruins terminent la saison régulière en tête de l'association de l'Est. Ils éliminent les Canadiens de Montréal 4-0 puis s'inclinent 4-3 contre les Hurricanes de la Caroline. Le Tchèque marque 8 points en 11 matchs. Il est ensuite opéré de la hanche et effectue sa rééducation durant l'intersaison.

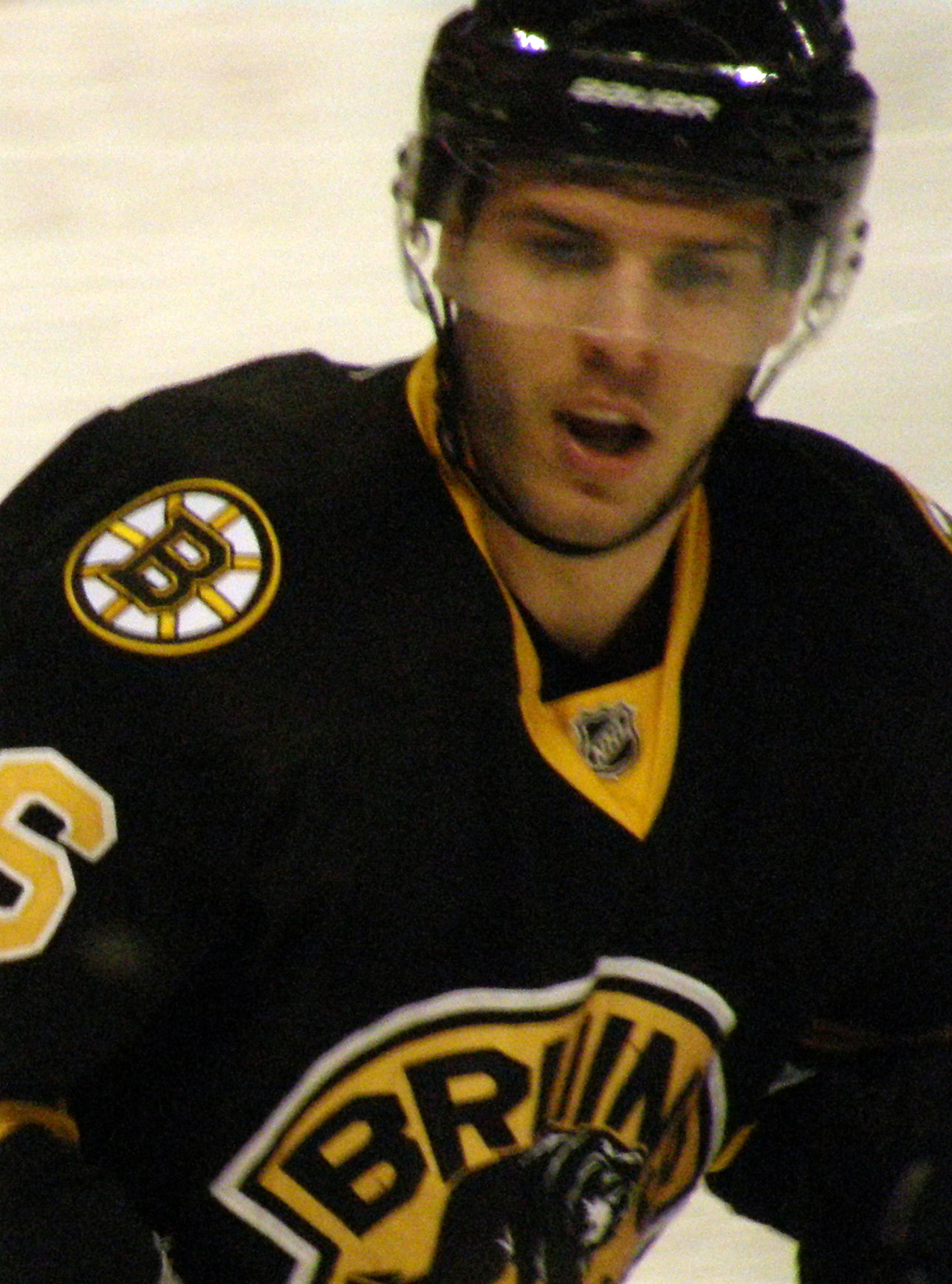
Krejčí en 2010.

Le 2 juin 2009, il signe une prolongation de contrat avec les Bruins portant sur trois ans et un montant de 3,75 millions de $ par saison. En novembre, le Tchèque est malade et le 5 du mois, la direction de l'équipe confirme qu'il a contracté le virus H1N1. Le 1er janvier 2010, les Bruins disputent Classique hivernale de la LNH 2010 au Fenway Park face aux Flyers de Philadelphie. Ils s'imposent 2-1 en prolongation avec une assistance de Krejčí sur le but égalisateur de Mark Recchi.
Krejčí est choisi pour faire partie de l'équipe tchèque qui participe aux Jeux olympiques d'hiver de Vancouver en février 2010. Avec Roman Polák, il est le plus jeune joueur de l'équipe, les deux joueurs étant nés le même jour. Il joue au centre d'un trio composé de Tomáš Fleischmann et Martin Erat puis Roman Červenka après la phase de poule. Il marque 3 points dont 2 buts, le premier contre la Lettonie. Son deuxième est le dernier de sa sélection dans la compétition une nouvelle fois contre les Lettons lors du tour qualificatif. Il marque le but vainqueur à Edgars Masaļskis dans la prolongation. En quart de finale, la Finlande et son gardien Miikka Kiprusoff blanchit les Tchèques 2-0.
De retour dans la LNH, Patrice Bergeron et le Tchèque sont les meilleurs pointeurs de leur équipe avec un total de 52 points au bout des 82 matchs. Les Bruins se classent sixièmes de leur association. En quart de finale d'association, ils battent 4 victoires à 2 les Sabres de Buffalo et jouent la demi-finale contre les Flyers. Le 5 mai 2010, il se déboîte le poignet lorsqu'il reçoit à sa ligne bleue, une charge de l'attaquant Mike Richards lors du troisième match. Il est opéré dans la soirée à l'hôpital de l'Union Memorial de Baltimore. Sa saison est terminée avec 4 buts et 4 assistances en 9 matchs de séries éliminatoires. Les Bruins perdent la série au septième match.

### La Coupe Stanley
En 2010-2011, le Tchèque est le meilleur pointeur des Bruins avec 62 points à égalité avec Milan Lucic. Ses 49 assistances le classent dixième de la LNH dans cette statistique. Les Bruins terminent en tête de la division Nord-Est. Lors des séries éliminatoires, ils écartent successivement les Canadiens de Montréal 4-3, les Flyers de Philadelphie 4-0 et le Lightning de Tampa Bay 4-3. Lors du match 6 de la finale d'association, il inscrit le deuxième coup du chapeau de sa carrière. Il est le premier Bruin à réaliser cette performance depuis Cam Neely, vingt ans auparavant. Les Bruins affrontent les Canucks de Vancouver en finale. Après six rencontres, les équipes sont à égalité, chacune ayant remporté les rencontres à domicile. Le 15 juin 2011, lors du septième match, les Bruins l'emportant 4-0 à la Rogers Arena et décrochent la Coupe Stanley. Krejčí termine premier pointeur des séries éliminatoires avec 23 points en 25 matchs. Il est aussi meilleur buteur avec 12 filets dont 4 offrant la victoire à son équipe. Comme tous les joueurs champions de la Coupe Stanley, Krejčí peut emmener la trophée où il veut pour partager son succès avec ses amis et sa famille ; ainsi le 21 juillet 2011, il amène la coupe dans sa ville natale. Le 1er décembre 2011, il signe une extension de contrat de trois saisons avec les Bruins l'amenant jusqu'en 2014-2015. Sa valeur est estimée à 5,25 millions par an.

### Retraite
David Krejčí annonce sa retraite du hockey le 14 août 2023.

## Statistiques

### En club
| Saison     | Équipe                       | Ligue         |       | Saison régulière | Saison régulière | Saison régulière | Saison régulière | Saison régulière | Saison régulière |    | Séries éliminatoires | Séries éliminatoires | Séries éliminatoires | Séries éliminatoires | Séries éliminatoires | Séries éliminatoires |
| Saison     | Équipe                       | Ligue         | PJ    | B                | A                | Pts              | Pun              | +/-              | PJ               | B  | A                    | Pts                  | Pun                  | +/-                  |                      |                      |
| 2000-2001  | HC Olomouc                   | Extraliga U18 | 26    | 2                | 6                | 8                | 4                | 0                | 3                | 1  | 1                    | 2                    | 0                    | +2                   |                      |                      |
| 2001-2002  | HC Oceláři Třinec            | Extraliga U18 | 48    | 32               | 27               | 59               | 30               | +43              | 6                | 2  | 4                    | 6                    | 2                    | +1                   |                      |                      |
| 2002-2003  | HC Oceláři Třinec            | Extraliga U18 | 22    | 12               | 24               | 36               | 42               |                  | -                | -  | -                    | -                    | -                    | -                    |                      |                      |
| 2002-2003  | HC Oceláři Třinec            | Extraliga U20 | 12    | 4                | 5                | 9                | 2                |                  | 12               | 5  | 5                    | 10                   | 8                    | 0                    |                      |                      |
| 2003-2004  | HC Kladno                    | Extraliga U20 | 50    | 23               | 37               | 60               | 37               | +6               | 7                | 3  | 6                    | 9                    | 4                    | +2                   |                      |                      |
| 2004-2005  | Olympiques de Gatineau       | LHJMQ         | 62    | 22               | 41               | 63               | 31               | -9               | 10               | 2  | 7                    | 9                    | 10                   | -1                   |                      |                      |
| 2005-2006  | Olympiques de Gatineau       | LHJMQ         | 55    | 27               | 54               | 81               | 54               | +3               | 17               | 10 | 22                   | 32                   | 24                   | 0                    |                      |                      |
| 2006-2007  | Bruins de Providence         | LAH           | 69    | 31               | 43               | 74               | 47               | +2               | 13               | 3  | 13                   | 16                   | 22                   | +6                   |                      |                      |
| 2006-2007  | Bruins de Boston             | LNH           | 6     | 0                | 0                | 0                | 2                | -3               | -                | -  | -                    | -                    | -                    | -                    |                      |                      |
| 2007-2008  | Bruins de Boston             | LNH           | 56    | 6                | 21               | 27               | 20               | -3               | 7                | 1  | 4                    | 5                    | 2                    | +1                   |                      |                      |
| 2007-2008  | Bruins de Providence         | LAH           | 25    | 7                | 21               | 28               | 19               | +14              | -                | -  | -                    | -                    | -                    | -                    |                      |                      |
| 2008-2009  | Bruins de Boston             | LNH           | 82    | 22               | 51               | 73               | 26               | +37              | 11               | 2  | 6                    | 8                    | 2                    | +6                   |                      |                      |
| 2009-2010  | Bruins de Boston             | LNH           | 79    | 17               | 35               | 52               | 26               | +8               | 9                | 4  | 4                    | 8                    | 2                    | +3                   |                      |                      |
| 2010-2011  | Bruins de Boston             | LNH           | 75    | 13               | 49               | 62               | 28               | +23              | 25               | 12 | 11                   | 23                   | 10                   | +8                   |                      |                      |
| 2011-2012  | Bruins de Boston             | LNH           | 79    | 23               | 39               | 62               | 36               | -5               | 7                | 1  | 2                    | 3                    | 4                    | 0                    |                      |                      |
| 2012-2013  | HC ČSOB Pojišťovna Pardubice | Extraliga     | 24    | 16               | 11               | 27               | 22               | +3               | -                | -  | -                    | -                    | -                    | -                    |                      |                      |
| 2012-2013  | Bruins de Boston             | LNH           | 47    | 10               | 23               | 33               | 20               | +1               | 22               | 9  | 17                   | 26                   | 14                   | +13                  |                      |                      |
| 2013-2014  | Bruins de Boston             | LNH           | 80    | 19               | 50               | 69               | 28               | +39              | 12               | 0  | 4                    | 4                    | 4                    | -3                   |                      |                      |
| 2014-2015  | Bruins de Boston             | LNH           | 47    | 7                | 24               | 31               | 22               | +7               | -                | -  | -                    | -                    | -                    | -                    |                      |                      |
| 2015-2016  | Bruins de Boston             | LNH           | 72    | 17               | 46               | 63               | 32               | +4               | -                | -  | -                    | -                    | -                    | -                    |                      |                      |
| 2016-2017  | Bruins de Boston             | LNH           | 82    | 23               | 31               | 54               | 26               | -12              | 3                | 0  | 0                    | 0                    | 0                    | -1                   |                      |                      |
| 2017-2018  | Bruins de Boston             | LNH           | 64    | 17               | 27               | 44               | 18               | +10              | 12               | 3  | 7                    | 10                   | 6                    | -4                   |                      |                      |
| 2018-2019  | Bruins de Boston             | LNH           | 81    | 20               | 53               | 73               | 16               | +7               | 24               | 4  | 12                   | 16                   | 8                    | +5                   |                      |                      |
| 2019-2020  | Bruins de Boston             | LNH           | 61    | 13               | 30               | 43               | 23               | +14              | 13               | 4  | 8                    | 12                   | 6                    | -5                   |                      |                      |
| 2020-2021  | Bruins de Boston             | LNH           | 51    | 8                | 36               | 44               | 16               | 16               | 11               | 2  | 7                    | 9                    | 2                    | 0                    |                      |                      |
| 2021-2022  | HC Olomouc                   | Extraliga     | 51    | 20               | 26               | 46               | 24               | +2               | 5                | 3  | 2                    | 5                    | 4                    | +1                   |                      |                      |
| 2022-2023  | Bruins de Boston             | LNH           | 70    | 16               | 40               | 56               | 20               | +23              | 4                | 1  | 3                    | 4                    | 0                    | -3                   |                      |                      |
| Totaux LNH | Totaux LNH                   | Totaux LNH    | 1 032 | 231              | 555              | 786              | 359              | +166             | 160              | 43 | 85                   | 128                  | 60                   | +20                  |                      |                      |

### En équipe nationale
| Année | Évènement                            |    | PJ | B | A  | Pts | Pun | +/-                |  | Résultat |
| 2004  | Championnat du monde moins de 18 ans | 7  | 3  | 4 | 7  | 7   | 0   | Médaille de bronze |  |          |
| 2005  | Championnat du monde junior          | 7  | 0  | 1 | 1  | 2   | 0   | Médaille de bronze |  |          |
| 2006  | Championnat du monde junior          | 6  | 3  | 3 | 6  | 4   | +3  | Sixième place      |  |          |
| 2008  | Championnat du monde                 | 5  | 0  | 0 | 0  | 2   | 0   | Cinquième place    |  |          |
| 2010  | Jeux olympiques                      | 5  | 2  | 1 | 3  | 6   | +2  | Septième place     |  |          |
| 2012  | Championnat du monde                 | 10 | 3  | 4 | 7  | 4   | -4  | Médaille de bronze |  |          |
| 2014  | Jeux olympiques                      | 5  | 1  | 2 | 3  | 0   | -2  | Sixième place      |  |          |
| 2018  | Championnat du monde                 | 5  | 1  | 5 | 6  | 0   | +6  | Septième place     |  |          |
| 2022  | Jeux olympiques                      | 4  | 1  | 3 | 4  | 0   | 0   | Neuvième place     |  |          |
| 2022  | Championnat du monde                 | 10 | 3  | 9 | 12 | 4   | +6  | Médaille de bronze |  |          |

## Trophées et honneurs personnels
- Bruins de Providence
  - 2007 : remporte le Trophée Martone Group de la recrue de la saison à la suite du vote de ses coéquipiers.
- Bruins de Boston
  - 2009 : remporte le trophée du Septième Joueur.
- Ligue nationale de hockey
  - 2011 : meilleur pointeur des séries éliminatoires ;
  - 2011 : meilleur buteur des séries éliminatoires ;
  - 2013 : meilleur pointeur des séries éliminatoires.